# История российско-турецких отношений
Российско-турецкие дипломатические отношения были установлены в 1701 году, когда в Константинополе открылось посольство России. Хотя двусторонние межгосударственные связи насчитывают более пяти веков — историки ведут отсчет от послания князя Ивана III по вопросам морской торговли, направленному 30 августа 1492 года османскому султану Баязету II.
Отношения России с Турцией с самого начала двусторонних контактов стали напряженными. Османская империя неоднократно поддерживала крымских татар в походах против России. В 1568 году началась первая в серии из 13 русско-турецких войн. 8 из них были в целом успешны для России.

## XV век
Отношения России с Турцией начались со времени завоевания поселений Крыма в 1475 году. Поводом к началу этих отношений послужили притеснения, которым стали подвергаться от турок русские купцы в Азове и Кафе. Торговля русских в этих городах, очень деятельная и выгодная, прекратилась. В 1492 Иван III при посредстве крымского хана Менгли I Гирея переправил Баязету II грамоту, в которой жаловался на притеснения турками русских. Султан Турции в ответ отправил к московскому царю своего посла, но он был задержан в литовских пределах и по распоряжению великого князя литовского Александра возвращён обратно в Турцию. После этого Иван III отправил в 1497 г. в Турцию своего посла Михаила Плещеева, но постоянные отношения опять-таки не завязались.
Плещеев отказался исполнить в точности турецкий церемониал. Султан поэтому отказался послать своего посла к Ивану III, но дал Плещееву грамоту, которой охранялись все права и преимущества по торговле русских купцов в турецких пределах. Торговля русских возобновилась. Иоанн посылал к султану жаловаться также и на разбои азовских казаков.

## XVI век
При Василии III отношения русских с турками деятельно поддерживались, и великий князь придавал им, по-видимому, важное значение. В 1513 году в Константинополь был отправлен послом Алексеев, чтобы установить дружественные отношения между Василием III и султаном Селимом. Султан ответил на это грамотой на сербском языке, которой были подтверждены все права русских купцов в Турции, и прислал посла Камана с выражением своей готовности быть постоянно с князем московским «в дружбе и братстве». В 1515 году из Москвы в Турцию был послан посол Василий Коробов, который добился того, чтобы турки не забирали себе имущества умерших в Турции русских купцов (зауморщин). Коробов имел также поручение заключить с султаном союз против Литвы и Крыма, но Селим отклонил это предложение, обещав прислать нового посла в Москву.
В 1517 году, не получив от турок никаких вестей, Великий Князь отправил в Турцию  дворянина Бориса Яковлевича Голохвастова спросить о здоровье султана. Посол вернулся с обещанием безопасной торговли, но о союзе против Литвы и Крыма не было сказано ни слова, султан только запретил крымскому хану нападать на московские пределы. Крымцы часто нарушали это запрещение. Поэтому как только Василий III узнал о смерти Селима и о восшествии на престол Сулеймана Великолепного, сейчас же в 1521 году отправил посла Губина с поздравлением и с жалобой ему на крымского хана, который наговаривал на Москву турецкому султану. Губину поверили в Турции, и крымскому хану снова был послан строгий приказ не нападать на московские пределы.
Вместе с Губиным приехал в Москву турецкий посол Скиндер, князь манкуйский, с предложением царю послать к султану доброго человека для заключения крепкой дружбы и братства. Был послан Иван Семенович Морозов, но переговоры не привели ни к чему. После этого отношения с Турцией продолжались, но носили по преимуществу торговый характер. Стали появляться и угрожающие признаки: Турция объявила Казань — «юртом султана», тогда как Москва считала её «юртом великого князя московского»; Турция искала места на Дону для постройки турецкого города.
В особенности враждебным отношением к Москве отличался Скиндер, человек, очевидно, влиятельный и не один раз в качестве посла побывавший в Москве. В правление Елены Глинской отношения Москвы к Турции были мирные; турки по-прежнему приезжали торговать в Москву. Была, правда, попытка со стороны князя Семёна Бельского поднять против Московского государства Литву в союзе с Турцией и Крымом, но попытка эта кончилась неудачей. Бельский отъехал из Москвы и рассчитывал вернуть себе княжество Бельское, а, быть может, и Рязанское. В 1541 году, в правление боярское, когда крымцы двинулись на Москву под начальством Сахиба I Гирея, с ними были и турки. Последние теперь все чаще и чаще начинают помогать крымцам; отношения их к Москве обостряются, чему немало способствовало завоевание Иваном IV Казани и Астрахани. Султан хотя не выступал активно, но побуждал ханов крымского и ногайских нападать на московские пределы и защищать Казань и Астрахань.
В 1556 году крымский хан двинулся против Москвы. Царь выслал против него дьяка Ржевского, который не только прогнал крымцев, но ходил даже на низовья Днепра, к Очакову и разбил здесь турок. В этом походе Ржевскому помогали запорожские казаки. В 1558 году, при новом столкновении с крымцами, на низовья Днепра ходил Данило Адашев, опустошил Крым и взял два турецких корабля.
Турецкий султан Сулейман I, занятый другими делами, оставлял пока без внимания все эти успехи московского войска. Наконец в 1563 году он задумал поход в Астрахань, желая отнять её у Москвы. Крымский хан отговаривал, боясь усиления турецкого султана на северных берегах Чёрного моря. До 1569 года крымскому хану удалось оттягивать турецкий поход.
Сулейман I умер в 1566 году. Его преемник его Селим II поручил ведение похода кафинскому паше Касиму, но поход окончился полной неудачей. Этим не была устранена опасность, грозившая Москве со стороны Константинополя. Желая предотвратить её, Иоанн IV отправил к турецкому султану послом Ивана Петровича Новосильцева, который должен был напомнить о прежних дружественных отношениях между Москвой и Турцией и предложить находиться в таких же отношениях и на будущее время. Султан потребовал открытия для торговли астраханской дороги, свободного пропуска купцов в московские пределы и уничтожения кабардинского городка, построенного русскими.
В 1571 году в Турцию был отправлен новый посол Ищеин-Кузьминский, который от имени царя обещал уничтожение кабардинского городка и предлагал союз «на цесаря римского и польского короля, и на чешского, и на французского, и на иных королей, и на всех государей италийских». Союз, однако, не был заключён вследствие того, что султан требовал себе Казани и Астрахани.
В царствование Фёдора Ивановича отношения с Турцией продолжались. Помимо тех затруднений, которые доставляла Турция Москве своей постоянной поддержкой крымского хана, явились и новые осложнения: донские казаки, считавшиеся московскими подданными, нападали на казаков азовских, ногайцев, которых султан считал своими подданными, и беспокоили их. В июле 1584 года из Москвы был отправлен к султану Амурату посланник Благов. Он должен был объявить о восшествии на престол Фёдора Ивановича, объявить также, что новый царь освобождает турецких купцов от пошлины и тамги и уладит недоразумения, возникшие ввиду того, что донские казаки — люди беглые и московского царя не слушаются. Главной же целью посольства Благова было снова завязать дружественные отношения с султаном. Переговоры кончились ничем. Султан отправил, правда, вместе с Благовым в Москву и своего посланника Ибрагима, но он отказался вести переговоры о союзе и все свел на вопрос о донских казаках.
В 1592 году был отправлен к султану дворянин Григорий Афанасьевич Нащокин, в 1594 году — дворянин Данило Исленьев. Султан по-прежнему уклонялся от союза, все дело сводил на донских казаков и требовал от Москвы свести донских казаков и разрушить крепости на Дону и Тереке. Москва снова утверждала, что казаки — беглые люди, воры и действуют самовольно, без царского ведома. В Турции, по-видимому, этому не верили.

## XVII век
При Борисе Годунове мирных отношений с Турцией не было. Борис помогал австрийскому двору деньгами в его войне с Турцией ещё при Фёдоре: теперь же, став царём, он помог молдавскому воеводе Михаилу. В Смутное время слишком было много дела и тревог внутри государства и на внешние отношения обращали мало внимания.
Отношения с Турцией возобновились уже после избрания Михаила Фёдоровича. Союз против Польши и вопрос о нападениях донских казаков на турецкие пределы составляли главный, существенный пункт этих отношений, принимавших то мирный, дружественный характер, то явно враждебный. В 1613 году к султану Ахмету были отправлены посланниками дворянин  Соловой-Протасьев и дьяк Данилов. Они должны были засвидетельствовать султану о дружбе юного царя и просить его послать войско против польского короля. Султан обещал, но не сдержал своего обещания. Поэтому в 1615 году были отправлены новые посланники — Пётр Мансуров и дьяк Сампсонов, с целью уговаривать султана к войне с Польшей, а также и с жалобами на набеги азовских казаков на московские пределы. Приняли послов почётно, тем более, что они сыпали подарками, соболями и пр. На жалобы в Турции ответили также жалобами на донских казаков. На несчастье московских послов, произошла смена Великого Визиря, пришлось задабривать его и его приближенных, и русским послам удалось уехать из Константинополя только после 30-месячного пребывания и притом с самым неопределённым ответом — обещанием послать войско, как только оно возвратится из Персии, с которой у Турции шла в то время война.
В 1621 году приехал из Турции в Москву посланником грек Фома Кантакузин. Теперь уже турецкий султан Осман II, предполагая воевать с Польшей, уговаривал московского царя послать против поляков свои войска. В Москве незадолго перед тем было заключено с Польшей Деулинское перемирие, и патриарх Филарет от лица своего сына уверял султана в дружественном расположении московского правительства и обещал послать войско против польского короля, как только он хоть в чём-нибудь нарушит заключённое с ним перемирие.
Вместе с Кантакузином в Турцию в 1622 году были отправлены посланниками Иван Кондырев и дьяк Бормосов. Они застали в Константинополе большую смуту. Султан Осман был убит янычарами, и на его место был возведен дядя его Мустафа. Янычары бесчинствовали в столице, держали в осаде московских посланников и заставляли их откупаться довольно-таки высокой ценой. В конце концов посланники были отпущены с обещанием султана быть в мире с московским царём и запретить азовским казакам нападать на московские пределы.
Приключения посланников этим не кончились. Донские казаки снова начали свои набеги на турецкую землю, и посланников задержали поэтому в Кафе, затем в Азове, грозя их убить. После Мустафы султаном стал Мурад IV. Михаил Фёдорович послал было к нему послов с поздравлением, но крымский хан Джанибек Гирей не допустил их и избил. Осенью 1627 года Мурад сам прислал к царю Фому Кантакузина, бывшего второй раз в Москве. Кантакузин от имени султана поклялся «с великим государем царём Михаилом Фёдоровичем быть в дружбе, любви и братстве вовеки неподвижно, послами и посланниками ссылаться на обе стороны без урыва». Когда же он потребовал клятвы от лица Михаила Фёдоровича, ему отказали. В ответ на это посольство в 1628 году в Константинополь были отправлены дворянин Яковлев и дьяк Евдокимов. Отношения с Турцией снова стали портиться благодаря донским казакам.
В мае 1630 году в Москву в третий раз приехал Фома Кантакузин с просьбой, чтобы царь начал войну с Польшей, отправил войско в Персию и унял донских казаков. Но когда русские послы Андрей Совин и дьяк Алфимов в том же году приехали в Константинополь, то оказалось, что султан уже помирился с польским королём. Этим послам также много пришлось претерпеть в пути, их также задержали в Кафе и Азове и грозили смертью. Из Азова послы были выручены только московскими ратными людьми под начальством князя Барятинского.
Когда у Москвы началась война с Польшей, в 1632 году были посланы в Константинополь дворянин Афанасий Прончищев и дьяк Бормосов, чтобы побудить султана к войне с Польшей, но это не удалось. Неуспешна была также миссия в 1633 году дворянина Дашкова и дьяка Сомова. Они, между прочим, узнали, что и польский король сносится с султаном, и последний не прочь заключить с Польшей мир, если условия его будут выгодны. Султан требовал уничтожения польских городов на турецкой границе, запрещения запорожским казакам ходить в Чёрное море, присылки того же самого, что раньше присылали крымскому хану, и заключения мира с Москвой. Султан, по-видимому, хотел играть роль посредника, поэтому, когда на смену Дашкову и Сомову в 1634 году прибыли в Константинополь новые послы — дворянин Коробьин и дьяк Матвеев, — он выразил неудовольствие, что Москва заключила мир, не обославшись с ним.
Известие о вечном мире Москвы с Польшей привёз в Турцию уж не посол, а в 1636 году толмач Буколов. В грамоте своей царь объяснял, что он заключил мир поспешно, поневоле, так как ему угрожала большая опасность со стороны крымского хана. Вместе с Буколовым поехал в Москву для торговли, но под именем посланника, Фома Кантакузин. Он остановился на Дону, одарил казаков. Последние в это самое время задумали захватить Азов (1637). Кантакузин был заподозрен в отношениях с азовцами. Донские казаки его убили, а 18 июня 1637 года овладели Азовом и послали к московскому царю известие о своей победе, прося взять Азов под своё покровительство. Как ни важна была занятая казаками крепость, в Москве перетревожились, к казакам послали от имени царя выговор за то, что они убили посланника и взяли Азов без царского повеления; перед султаном же царь оправдывался обычными фразами, что донские казаки — воры и разбойники и царского указа не слушают, и уверял султана в своей постоянной дружбе и любви.
В Константинополе не особенно верили этим уверениям. Осенью крымцы опустошили южную московскую границу, и хан писал, что сделано это по приказанию султана, в отместку за взятие казаками Азова. Султан Мурад думал сам идти на Азов, но персидская война ему помешала. Преемник его Ибрагим I подошёл к Азову в 1641 г. с 200-тысячным войском, но взять города не мог, казаки отразили 24 приступа и принудили турок снять осаду. О своей победе казаки дали знать в Москву и просили помощи. В 1642 г. царь созвал земский сбор, на котором большинство членов высказалось за принятие Азова в подданство России и за войну с Турцией. Война, однако, не была начата. Она предстояла трудная, опасная, продолжительная. Царь предпочел поэтому послать казакам указ очистить Азов и возвратить его туркам. Казаки исполнили приказание, но разрушили город до основания.
После этого из Москвы были посланы к султану с предложением дружбы дворянин Илья Данилович Милославский и дьяк Леонтий Лазаревский. Они уговорились, чтобы царь запретил донским казакам ходить в Чёрное море и грабить турецкие пределы; султан же обещал сделать распоряжение, чтобы крымский хан, кафинский паша и азовский князь не нападали на земли московские. С обеих сторон хорошо понимали, что это — одни только слова. Московское правительство в ожидании серьёзных столкновений с Турцией стало поднимать вопрос о союзе с Польшей против крымцев и турок. Об этом заговаривали послы Стрешнев и Проестев, отправленные в 1646 г. к польскому королю с поздравлением со вступлением в новый брак; об этом велись переговоры с Адамом Киселем во время его приезда летом того же года в качестве польского посла в Москву. Позже в 1667 году при переговорах о заключении с Польшей Андрусовского договора был поднят также вопрос о союзе Польши с Москвой против турок, но поляки отклонили его: они боялись, чтобы в виде мести за союз турки в то время не напали на их пограничные земли.
Однако осторожность поляков оказалась напрасной — в 1669 году гетман Правобережной Украины Пётр Дорошенко стал вассалом Османской империи. Опираясь на нового союзника, в 1672 году султан Мехмед IV отправил на Заднепровскую Украину трёхсоттысячное войско, которое весной перешло Дунай и взяло под свой контроль Подолию. Успехи турок вызвали панику в Москве, где очень боялись вторжения турок и в Левобережную Украину, находящуюся под российским контролем. В Москве решили не дожидаться вторжения турок, а предупредить его.
В результате русско-турецкой войны 1672—1681 годов был заключён Бахчисарайский мирный договор, который в очередной раз перераспределил украинские земли между соседними государствами и значительно усилил позиции России на юге.
При царевне Софье отношения России к Турции принимают новый характер. Россия начинала наступательные действия на турецкие владения (Крым), тогда как до тех пор действия её носили оборонительный характер. Поводом послужило присоединение России к священному союзу против турок, заключенному в 1683 г. польским королём Яном Собеским и императором австрийским Леопольдом. К союзу пристала Венеция, а покровителем союза был провозглашен папа Иннокентий XI. Союзники мечтали даже изгнать турок из Европы и решили привлекать к союзу других государей, в особенности же царей московских, у которых был заключен мир с турками.
В 1684 году в Андрусове начались переговоры об этом и длились почти два года. Россия соглашалась пристать к союзу, но под условием уступки в вечность со стороны Польши Киева с Трипольем, Стайками, Васильковым. Долго шли переговоры, долго польские послы не соглашались на условия русских, наконец 26 апреля 1686 г. был заключен вечный мир с Польшей. Польша за вознаграждение в 146000 руб. уступала Киев навсегда России; Россия же обязывалась разорвать мир с Турцией, напасть на Крым и приказать донским казакам сделать то же.
В 1686 году началась очередная русско-турецкая война, завершившаяся в 1700 году подписанием Константинопольского мирного договора.

## XVIII век
После заключения Белградского мира Османская империя, истощённая войной с Персией, находилась в очень тяжёлом положении, и русский президент Вешняков настоятельно рекомендовал своему правительству воспользоваться обстоятельствами и начать войну с Турцией. Русское правительство проигнорировало его советы, более того, вело себя очень осторожно и сдержанно. Подобная политика в отношении Турции продолжалась в течение всего царствования Елизаветы Петровны. Политика эта тяжелее всего отразилась на положении балканских христиан, смотревших на Россию, как на избавительницу от османского ига. После Белградского мира Турция, как бы в отместку за войну 1730-х годов, стала особенно сильно преследовать христиан. Последние бросали свои дома и имущество и убегали в Россию.
Ввиду того, что переселения христиан из Турции в Россию могли повести к политическим осложнениям, российское правительство издало указ, запрещавший переход беспаспортных людей через границу России. Указ этот затруднил переселения славян. Вешняков очень настоятельно просил об отмене или смягчении этого указа, тем более, что противник России, Франция, старалась ласками, заискивающим образом действовать на славян. Вешняков рекомендовал своему правительству отвести особые земли для поселения славян, выставляя на вид, насколько славяне, поселенные в России, могут быть полезны в дальнейших войнах с Турцией. Как бы в ответ на это военная коллегия в 1743 году ещё раз подтвердила указ Сената о непропуске через границу беспаспортных славян.
В 1745 году Вешняков умер в Константинополе, и на его место был назначен Адриан Неплюев, который сразу же стал гордо и решительно обращаться с Портой. Это дало свои результаты. Турецкое правительство исполняло все требования Неплюева и долгое время не нарушало мирных отношений с Россией.
Неплюева сменил Обресков. При нём снова выдвинулся вопрос о переселениях балканских христиан в Россию. Толчком к возбуждению этого вопроса стало переселение в Россию австрийских сербов.
Ещё в конце XVII века до 60 тысяч сербов под предводительством патриарха Арсения III Чарноевича вышли из пределов Турции и с разрешения императора Леопольда поселились в пределах Австрии. Австрийские сербы оказали большую помощь новой родине в борьбе с турками и венграми. Но в середине XVIII века венгры, войдя в доверие австрийского правительства, стали домогаться передачи в их ведение сербов и стали теснить последних. Видя невозможность отстоять в Австрии своё прежнее независимое положение, полковник Хорват в мае 1751 года через русского посла в Вене Бестужева обратился с просьбой отвести для поселения сербов земли где-нибудь в Малороссии, причём Хорват обещал привести с собой гусарский полк в 1000 человек. Предложение Хорвата было принято, и сербам отвели земли для поселения от Архангельского городка вдоль по реке Южному Бугу, а также по реке Синюхе и Висе и разрешили построить крепость св. Елизаветы.
В октябре 1751 года Хорват, взяв сербов с женами и детьми (всего 300 человек), прибыл в Киев. Известие о переселении австрийских сербов всполошило весь остальной славянский мир: черногорцы, болгары, валахи, сербы задумали тоже переселиться в Россию, и из Молдавии для ходатайства об этом прибыл депутат Замфиранович. Петербургское правительство, не решаясь дать ответ на это ходатайство, поручило своему резиденту в Константинополе Обрескову спросить согласие Порты на переселение. Обресков ответил, что такого разрешения Порта, конечно, официально не даст, но отдельные переселения будет, вероятно, оставлять без внимания.
Постройка Хорватом крепости св. Елизаветы дала возможность французскому послу обратить внимание Турции на якобы замышлявшиеся козни против неё со стороны России. Произошли объяснения, дело дошло до третейского суда английского и австрийского посланников, которые решили было дело сначала в пользу России, а затем, по настоянию Порты, спросили мнения своих кабинетов, действительно ли постройка крепости св. Елизаветы производится Россией не в нарушение заключённых с Турцией договоров.
Дело это тянулось до 1754 года, когда султан Махмуд приказал прекратить всякие препирательства. 2 декабря того же года султан умер. Преемник его Осман возобновил переговоры, и русское правительство, которое вообще в отношениях с Турцией соблюдало большую осторожность, решило приостановить работы по постройке крепости. Эта же осторожность была причиной и того, что, когда в 1755 году черногорский митрополит обратился к России за помощью против турок, Россия ответила очень уклончиво и обещала через Обрескова сделать при удобном случае соответствующее представление Порте. Обресков долгое время не находил такого случая. Россия в то время принимала участие в Семилетней войне, и ей более, чем когда-нибудь была нужна осторожность в отношениях с Османской империей.

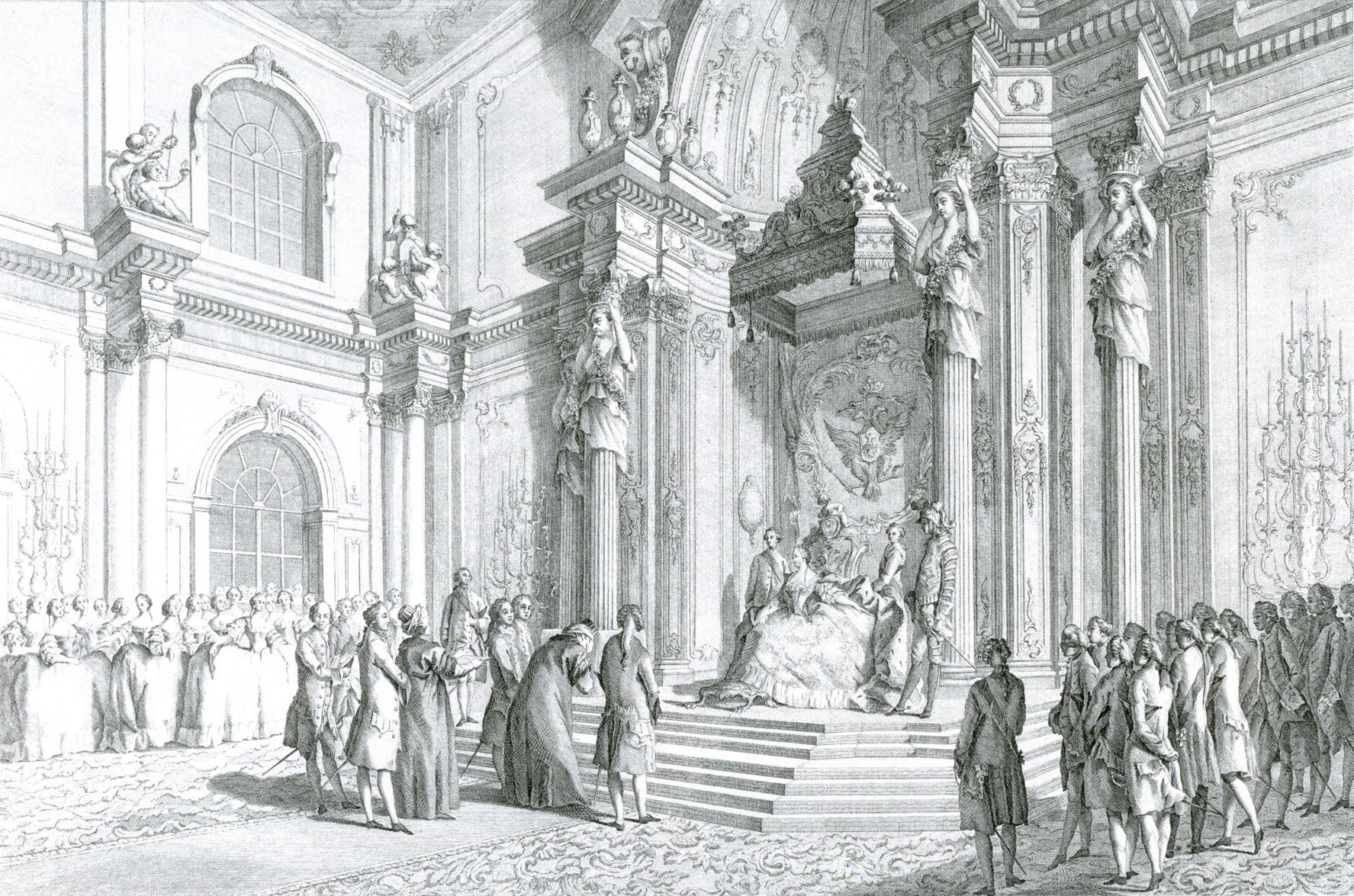
Приём Екатериной II турецкого посольства в Зимнем дворце 14 октября 1764 года. На гравюре изображён тронный зал только что отстроенного дворца. В центре - императрица на троне, справа от неё в латах - граф Г. Г. Орлов. У ступеней трона - посольство Турции. А. И. Казачинский по рисунку 1767 года Ж.-Л. де Велли и М. И. Махаева

Так прошло более десяти лет. В конце царствования Елизаветы Петровны, в период недолгого царствования Петра III и в начале правления Екатерины II в отношениях с Турцией сохранялся мир.
Поводом к обострению отношений послужили события в Польше. На основании договоров с Турцией Россия обязывалась не вмешиваться в польские дела и не вводить своих войск в пределы Речи Посполитой. Для противодействия русскому влиянию в 1768 году была образована конфедерация, вступившая в борьбу с русскими войсками. Находясь в затруднительном положении, конфедераты обратились за помощью к Порте. Были собраны большие драгоценности для подкупа влиятельных лиц в Константинополе. Французское правительство деятельно поддерживало ходатайство поляков и употребляло всевозможные меры, чтобы поссорить Турцию с Россией.
Долгое время эта политика не давала результатов. Французское правительство было недовольно деятельностью своего посла Верженя и отправило ему в помощь Сен-При, а затем и особого агента Толея. Последний уговорил конфедератов уступить Турции Волынь и Подолию в том случае, если она окажет помощь Польше. Это предложение сломило твёрдость Турции. Началась очередная русско-турецкая война, завершившаяся в 1774 году подписанием Кючук-Кайнарджийского мирного договора.
Договор был очень невыгоден для Турции и уже одним этим не обеспечивал для России более или менее продолжительного мира. Порта всячески старалась уклониться от точного исполнения договора — то она не платила контрибуции, то не пропускала русских кораблей из Архипелага в Чёрное море, то агитировала в Крыму, стараясь умножить там число своих приверженцев. Россия согласилась на то, чтобы крымские татары признавали власть султана, как главы магометанского духовенства. Это дало султану возможность оказывать на татар и политическое влияние. Сахиб II Герай, возведенный в ханское достоинство Долгоруким в 1771 году, не пользовался расположением народа, особенно за своё стремление к европейским реформам.
В марте 1775 года он был свергнут партией, которая стояла за зависимость Крыма от Турции, и на его место был возведен Девлет IV Гирей. Выбор этот был не в интересах России, и последняя стала поддерживать своего кандидата, брата Сахиба Гирея — Шахина Гирея, назначив ему единовременную выплату 50 тысяч рублей и ежегодную пенсию по 1000 рублей в месяц.
Резкие действия Девлета IV Гирея против приверженцев России в Крыму и военные приготовления Турции, которая начала стягивать войска к Бендерам и Хотину и приготовлять флот к высадке в Крыму, повели к тому, что Екатерина II приказала в 1776 году Румянцеву двинуть часть войск в Крым, удалить Девлета Гирея и провозгласить ханом Шахина Гирея. В ноябре 1776 года князь Прозоровский вступил в Крым. Девлет Гирей бежал в Турцию, а Шахин Гирей весной 1777 года был объявлен ханом всех татар.
Новый хан не мог пользоваться расположением подданных. Деспот от природы, расточительный Шахин Гирей обирал народ и с первых же дней своего правления вызвал его негодование. Шахин Гирей задумал, между прочим, завести в Крыму регулярное войско, но оно-то и погубило хана. Среди вновь образованного войска вспыхнул мятеж.
Турция воспользовалась этим, и изгнанный Долгоруковым в 1771 году Селим III Гирей явился в Крым и был провозглашен ханом. В помощь ему Турция отправила 8 кораблей. Екатерина после этого приказала Румянцеву восстановить власть Шахина Гирея и прекратить мятеж. Исполнение этого приказания было поручено снова князю Прозоровскому, который принудил мурз 6 февраля 1778 года явиться с покорностью к Шахину Гирею.
Вскоре произошёл переворот и в Константинополе. Великим визирем был назначен человек миролюбивого характера, и 10 марта 1779 года с Турцией была подписана конвенция, которой подтверждался Кучук-Кайнарджийский договор и Шахин Гирей признавался ханом. После этого русские войска ушли из Крыма и остановились в ожидании дальнейших событий на границах.
Власть нелюбимого народом Шахина Гирея была непрочна. В июле 1782 года против него вспыхнул мятеж, и Шахин Гирей принужден был убежать в Керчь. Турки заняли Тамань и угрожали переправой в Крым. Тогда командовавший русскими войсками на юге Потемкин поручил своему двоюродному брату П. С. Потемкину оттеснить турок за Кубань, Суворову — усмирить ногайских и буджакских татар, а графу де-Бальмену вступить в Крым и водворить там спокойствие.
Шахина Гирея Потемкин убедил отказаться от власти, передав её в руки русской императрицы. Русские войска были сосредоточены немедленно на турецких границах, военный флот появился на Чёрном море, а 8 апреля 1783 года появился манифест о присоединении к России Крыма, Тамани и кубанских татар. Турция принуждена была покориться этому, и султан в декабре 1783 года признал формальным актом присоединение Крыма, Тамани и Кубани к России. Общественное мнение в Турции было настроено против этого акта, против России, и раздавался ропот против престарелого султана Абдул-Хамида I. Турецкое правительство искало повода к разрыву с Россией. Ахалцыхский паша уговаривал грузинского царя Ираклия II отдаться под покровительство Порты; когда же тот отказался, то паша стал организовывать систематические набеги на земли грузинского царя. До конца 1786 года Россия ограничивалась одними только письменными заявлениями по этому поводу, которые Порта большей частью оставляла без ответа.
В конце 1786 года Екатерина II решилась действовать более твердо. Потемкину было поручено главное начальство над войсками и предоставлено право действовать по своему усмотрению. Русскому посланнику в Константинополе, Булгакову, было поручено потребовать от Порты:
1. чтобы границы царя грузинского, как подданного России, никогда не беспокоились турками;
2. чтобы беглые русские не оставлялись в Очакове, а отсылались за Дунай
3. чтобы кубанцы не нападали на русские границы.

Представления Булгакова не имели успеха, а Порта, со своей стороны, требовала, чтобы русское правительство вовсе отказалось от Грузии, уступило Турции 39 соляных озёр близ Кинбурна и предоставила Порте иметь своих консулов в русских городах, в особенности же в Крыму, чтобы турецкие купцы платили пошлины не более 3 %, а русским купцам запрещено было вывозить турецкие произведения и иметь на своих судах турецких матросов. Так как Порта требовала срочного ответа до 20 августа, то неприязненное положение было очевидным.
Не дождавшись ответа от Булгакова, Порта предъявила новое требование — отказаться от Крыма, возвратить его Турции и уничтожить на счёт его все договоры. Когда Булгаков отказался принять подобное требование, то был заключён в Семибашенный замок. Поступок этот был равносилен объявлению войны. Обе стороны стали деятельно готовиться к следующей русско-турецкой войне (1787-1792).
Война кончилась миром в Яссах 29 декабря 1791 года. Турция подтвердила Кучук-Кайнарджийский договор и навсегда уступила Крым, Тамань и кубанских татар. Днестр стал границей между Россией и Турцией. Турция обязалась уплатить контрибуцию в 12 млн пиастр. (7 млн рублей), но граф Безбородко, после того как эта сумма была внесена в договор, от имени императрицы отказался от её получения. Финансовые дела Турции и без того пришли в страшное расстройство после этой войны с Россией.

## XIX век
Последняя война 1877—1878 стала самой громкой победой России в противостоянии с турками. По её итогам многие славянские народы южной Европы получили независимость; Россия вернула южную часть Бессарабии, потерянную после Крымской войны и присоединила Карсскую область, населенную армянами.

## XX век
Русско-турецкие войны во многом предопределили распад Османской империи. Турция в Первой мировой войне участвовала на стороне Центральных держав с 1915 года, будучи противником России. Между двумя империями начались боевые действия на Кавказском фронтe. Под предлогом сочувствия России османское правительство во главе с младотурками учинило расправу над христианами, населявшими её — в первую очередь, над армянами, а также греками и ассирийцами. В 1916 году российские войска значительно продвинулись в Закавказье, заняли Трабзон (Трапезунд) и Ван.
Брестский мир 1918 года прекратил состояние войны между РСФСР и Османской империей и де-юре восстановил дипломатические отношения, которые де-факто не осуществлялись. По договору округа Карс, Ардаган, Батуми передавались под турецкий контроль. Условия Брестского договора были признаны недействительными для Турции перемирием с Антантой, а 13 ноября 1918 года договор был аннулирован РСФСР.

### Помощь Советской России в борьбе Турцииза независимость
Мустафа Кемаль, возглавивший в 1919 году движение за национальное освобождение турецкой нации, прекрасно понимал, что Турции не отстоять свою независимость без новой регулярной армии и внешней помощи. Он сделал ставку на Советскую Россию, с которой рассчитывал создать общий антиимпериалистический фронт. Установление диалога с Москвой стало основной внешнеполитической задачей кемалистов. Создание общей военной стратегии и военная помощь большевиков позволили бы туркам победить греческую интервенцию, на западе Малой Азии. В то же время, по мнению кемалистов, взаимодействие с Турцией на Кавказе помогло бы и Советской России быстрее и эффективнее установить советскую власть в Закавказье и избавило бы её от «империалистической» опасности в Причерноморье и на Кавказе. Советское правительство действительно решилось поддержать кемалистов. Во-первых, идея национально-освободительной борьбы против империализма совпадала с большевистской идеологией, а во-вторых, что ещё более важно, превращение Анатолии в английскую зону влияния было крайне невыгодно для России. Москва оказала Турции и материальную, и дипломатическую помощь. В течение 1920—1922 гг. из России в Анатолию поставлялись вооружение, боеприпасы, медикаменты, обмундирование, средства химической защиты, лодки, моторы для военных самолетов и пр..
Турецкий исследователь, профессор Стамбульского университета Мехмет Перинчек в книге "Тайные страницы российско-турецкой дипломатии по архивным материалам: от Сулеймана Великолепного до Назыма Хикмета" (Москва, 2019) впервые сообщает от  участии Русской дивизии из 12 тысяч бывших военнопленных в Войне за независимость Турции, о чем нарком иностранных дел Чичерин получил донесение 3 марта 1921 года. Оно основывалось на показаниях врача Филиппа Феликсовича Домбровского, попавшего в турецкий плен в ходе Первой мировой войны 20 октября 1916 года и ставшего одним из организаторов этого воинского соединения, принимавшего участие в военных действиях по соглашению: в изгнании англичан из Зонгулдака и в боях против французов в Киликии.
В 1921 году РСФСР и закавказские республики заключили мирные договоры с Турецкой Республикой. Карсская область была возвращена Турции, в составе Грузии остался округ Батуми, где по договору была создана Аджарская АССР.
Однако в 1925 году Мустафа Кемаль запретил созданную по настоятельному совету советского советника Я.Я.Упмал-Ангарского Коммунистическую партию и другие оппозиционные партии. Лидер коммунистов М.Субхи и его соратники, попытавшиеся выехать из Турции морем, были пойманы и убиты, что стало примером жестокости к оппозиционерам и вошло в историю как «убийство пятнадцати».
Мустафа Кемаль начал  налаживать контакты с Великобританией и Францией, которые накануне стремились к захвату его страны. Это вызвало резкую реакцию Советского правительства. В 1925 году посол РСФСР в Турции Виноградов в официальной ноте потребовал денонсации Московского договора как заключенного в период слабости Советской России, в результате чего закавказские республики потеряли значительные территории. На это ближайший сподвижник Мустафы Кемаля  Исмет Иненю  ответил замечанием: «Новой стране необходимо придерживаться своих международных обязательств, а через 25 лет Турция, конечно же, возвратит эти территории».

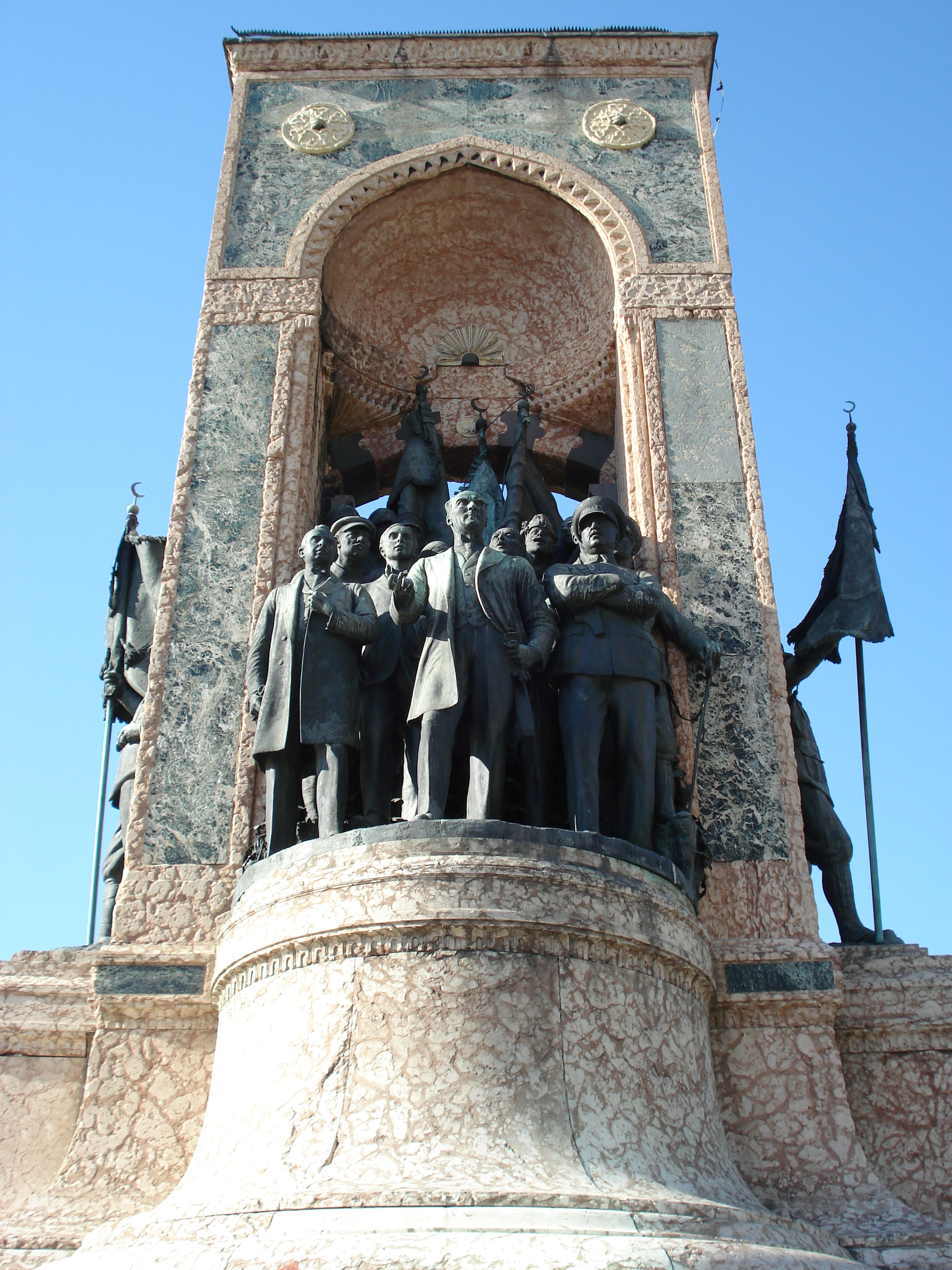
Правее расположенной в центре скульптуры Ататюрка стоят две фигуры — Климент Ворошилов и Семён Аралов

В годы работы послом СССР в Турции Якова Сурица (1923—1934), страну посещали наркоминдел Максим Литвинов и его заместитель Лев Карахан, а в октябре 1933 — правительственная делегация во главе с Ворошиловым, который вместе с Ататюрком принимал в Анкаре военный парад. Был подписан Договор о дружбе и сотрудничестве между СССР и Турцией. Расширялись культурные связи, так, в 1932 г. на турецких стадионах выступала сборная СССР по футболу.

### Вторая мировая война и ее последствия
Турция негативно отреагировала на заключение Пакта о ненападении между СССР и Германией. Великобритания и Франция склоняли её к заключению союзнического договора, к чему стремилась подтолкнуть передачей Александреттского санджака (Ататюрк выдумал для неё название Хатай) от подмандатной Франции Сирии.  В 1936 году под давлением Турции она получила автономию, а в 1938 году там провели выборы и провозгласили марионеточное «Государство Хатай», которое уже в июне 1939 года вошло в состав Турецкой Республики. Франция, осложнив тем самым отношения с арабами, считало такую уступку способом получить поддержку Турции в случае войны на Средиземном море. Англичанам осложение отношений Франции с арабами было выгодно, так как они стремились вытеснить французов из Восточного Средиземноморья.
Однако союз Турции с Великобританией и Францией, заключенный в октябре 1939 года, остался на бумаге, в июне 1940 года Франция капитулировала.
18 июня 1941 года Турция заключила договор о дружбе и ненападении с Германией. Руководство Турецкой Республики было уверено, что в надвигающейся войне СССР потерпит поражение, а немцы потратят на борьбу много ресурсов, что поможет Турции реализовать свои интересы.
Турция во Второй мировой войне объявила нейтралитет, при этом сосредоточив на границе с СССР 25 своих дивизий (750 тысяч человек из общей численности армии в 1 млн человек) и регулярно засылая в советское Закавказье свои диверсионно-разведывательные группы для выяснения обстановки. Турция до 1944 года систематически нарушала конвенцию Монтрё 1936 года о статусе Черноморских проливов, пропускала через них замаскированные под гражданские германские военные суда. После неоднократных протестов Москвы, на которые Анкара отвечала отписками, СССР настоял на досмотре судов. Однако и это требование выполнялось от случая к случаю: были эпизоды, когда немцы не пускали турецких представителей на борт корабля для досмотра на пути в Черное море. Еще опаснее для СССР было то, что Турция продавала Германии стратегическое сырьё, в частности, хромовую руду. «Причём британцы обещали, что выкупят все запасы, но Анкара всё равно торговала с Гитлером. Разговоры же о подготовке Турции к прямой агрессии против Советского Союза я считаю некоторым преувеличением. Турки были научены горьким опытом Первой мировой войны. Они решились бы напасть на СССР только в том случае, если бы у нас всё пошло совсем плохо», — считает кандидат исторических наук Алексей Исаев.
В нарушение норм международного права в марте 1942 года после неудачного покушения на германского посла фон Папена полиция Турции потребовала выдачи сотрудника советского посольства, взяв здание в осаду.
В конце лета 1944 года Турция расторгла договор с Германией и 23 февраля 1945-го объявила ей войну,  формально став членом антигитлеровской коалиции, однако в боевые действия так и не вступив.
19 марта 1945 года  Сталин денонсировал советско-турецкий договор о дружбе, в ответ Турция стала предлагать гарантии беспрепятственного пропуска советских войск через свою территорию. Сталин через наркома иностранных дел Вячеслава Молотова сообщил  турецкому руководству в июне 1945 года, что рассчитывает на совместный контроль над Черноморскими проливами с  созданием военно-морской базы в Дарданеллах, а также и на корректировку границ по Московскому и Карсскому договорам с возвратом Карсской области и земель под Ереваном и Батуми, входивших с 1878 года в состав Российской империи. Эти требования Сталин повторил на Потсдамской конференции.
Союзники не поддержали территориальные претензии СССР к Турции и затем использовали советское давление на Турцию как один из поводов к началу холодной войны.
В 1952 году Турция вступила в НАТО.

### Послевоенные реалии
30 мая 1953 г. советское правительство заявило о том, что «правительства Армении и Грузии сочли возможным отказаться от своих территориальных претензий к Турции» и что «советское правительство считает возможным обеспечение безопасности СССР со стороны проливов на условиях, одинаково приемлемых как для СССР, так и для Турции». Споры с Турцией Никита Хрущёв сделал в 1957 году  одним из антисталинских тезисов.
В 1961 президент США Д. Кеннеди принял решение разместить в Турции ракеты средней дальности «Юпитер», спровоцировав тем самым ответную реакцию Хрущёва, размещение советских ракет на Кубе и Карибский кризис.
В межгосударственном договоре СССР и Турции, подписанном 22 августа 1978 года во время официального визита турецкого премьера Бюлента Эджевита в Москву, стороны подтвердили отсутствие территориальных претензий друг к другу. С советской стороны  документ подписал глава Совета Министров СССР Алексей Николаевич Косыгин.
После распада СССР отношения России с Турцией практически не улучшились, однако основания для территориальных споров исчезли ввиду того, что общей границы у стран больше нет.
В 1992 году началась война за Нагорный Карабах между Арменией и Азербайджаном, в ходе которой Турция оказывала финансовую и военную помощь Азербайджану. Турецко-армянская граница была закрыта, а в Гюмри расположилась российская военная база.
«Несмотря на соглашение 1936 года в Монтрё, где чёрным по белому сказано, что турки не имеют права в мирное время запрещать проход кораблям по проливам Босфор и Дарданеллы, они ищут любые поводы для его невыполнения. Они спровоцировали две аварии на Босфоре, чтобы заявить, что российские танкеры никуда не годны и есть одно спасение: гнать нефть не Чёрным морем, а по территории Турции», — отмечал профессор Григорий Бондаревский.